# Tito Gobbi

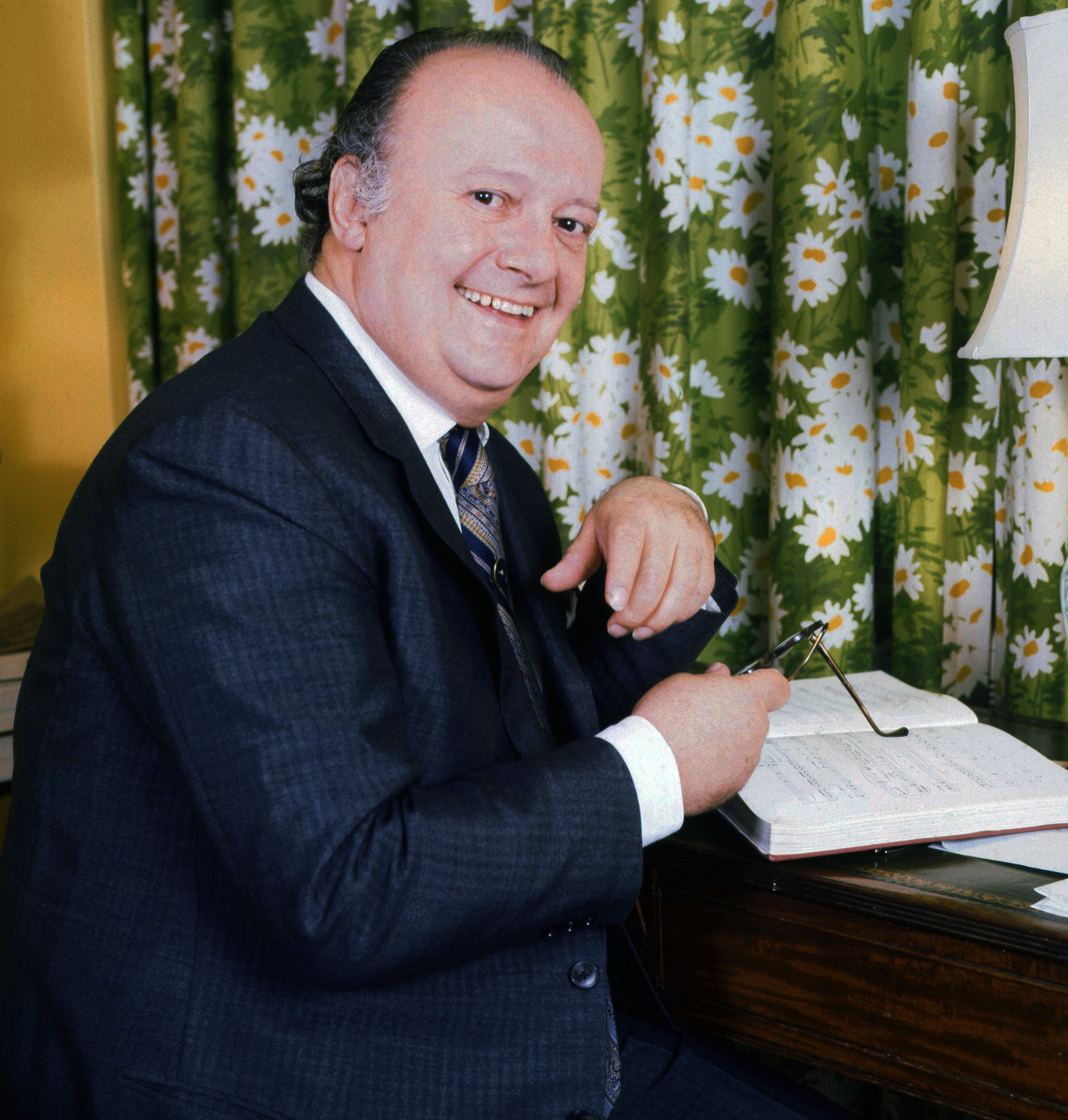
Tito Gobbi (1973)

Tito Gobbi (* 24. Oktober 1913 in Bassano del Grappa; † 5. März 1984 in Rom) war ein italienischer Opernsänger (Bariton).

## Leben
Tito wurde in Bassano del Grappa geboren und studierte Rechtswissenschaften an der Universität Padua, bevor er eine Gesangsausbildung machte. Sein Operndebüt hatte er 1935 als Conte Rodolfo in Vincenzo Bellinis La sonnambula. 1942 trat er erstmals an der Mailänder Scala auf und 1951 im Covent Garden in London als Belcore in Gaëtano Donizettis L’elisir d’amore. Tito Gobbi galt als kongenialer Gegenspieler von Maria Callas als „Scarpia“ in Giacomo Puccinis Oper Tosca.
Er galt als exzellenter Belcanto-Sänger mit Talent für den Verismo (naturalistische Darstellung in der Oper). Mit seiner Frau Tilda hatte er eine Tochter namens Cecile.

## Rollen (Auswahl)
| - Daniel Auber - Fra Diavolo (Rocford) - Vincenzo Bellini - La sonnambula (Rodolfo) - Alban Berg - Wozzeck (Wozzeck) - Hector Berlioz - La damnation de Faust (Mephistopheles) - Georges Bizet - Carmen (Il Dancairo, Escamillo) - Francesco Cilea - Adriana Lecouvreur (Michonnet) - L’Arlesiana (Metifio, Baldassarre) - Gaetano Donizetti - Don Pasquale (Malatesta) - L’elisir d’amore (Belcore) - Poliuto (Severo) - Lucia di Lammermoor (Enrico) - Umberto Giordano - Andrea Chénier (Carlo Gérard, Roucher, Fléville) - Fedora (Giovanni de Siriex) - Christoph Willibald Gluck - Alceste (Hohepriester) - Armida (Hidraot) - Orfeo ed Euridice (Orfeo) - Iphigénie en Tauride (Thoas) - Iphigénie en Aulide (Agamemnon) - Charles Gounod - Faust (Valentin) - Georg Friedrich Händel - Serse (Serse) - Paul Hindemith - Hin und zurück (Professor) - Die Harmonie der Welt (Kepler) - Engelbert Humperdinck - Hänsel und Gretel (Peter) | - Ruggero Leoncavallo - Pagliacci (Prolog, Tonio, Silvio) - Pietro Mascagni - L’amico Fritz (David) - Cavalleria rusticana (Alfio) - Claudio Monteverdi - L’Orfeo (Pluto, Orfeo) - Il ritorno d’Ulisse in patria (Ulisse) - Modest Petrowitsch Mussorgski - Boris Godunow (Šcelkalov) - Wolfgang Amadeus Mozart - Le nozze di Figaro (Conte d’Almaviva, Figaro) - Don Giovanni (Don Giovanni) - Jacques Offenbach - Hoffmanns Erzählungen (Crespel, Luther) - Giovanni Paisiello - La molinara (Pistolfo) - Amilcare Ponchielli - La Gioconda (Barnaba) - Giacomo Puccini - La bohème (Marcello) - La fanciulla del West (Jack Rance) - Gianni Schicchi (Gianni Schicchi, Simone) - Madama Butterfly (Sharpless) - Manon Lescaut (Lescaut) - Il tabarro (Michele) - La rondine (Rambaldo Fernandez) - Tosca (Scarpia) - Turandot (Ping) - Le Villi (Erzähler) - Pjotr Iljitsch Tschaikowski - Eugen Onegin (Onegin) | - Ottorino Respighi - La campana sommersa (Ondino) - Gioachino Rossini - Il barbiere di Siviglia (Figaro) - Wilhelm Tell (Tell) - Alessandro Scarlatti - Il Pompeo (Sesto) - Richard Strauss - Die Frau ohne Schatten (Der Geisterbote) - Salome (Jochanaan) - Elektra (Orest) - Giuseppe Verdi - Aida (Amonasro) - Un ballo in maschera (Renato, Silvano) - Don Carlo (Rodrigo) - Falstaff (Falstaff e Mr. Ford) - La forza del destino (Don Carlo) - Macbeth (Macbeth) - Nabucco (Nabucco) - Otello (Jago) - Rigoletto (Rigoletto) - Simon Boccanegra (Simon Boccanegra) - La traviata (Giorgio Germont) - Il trovatore (Graf von Luna) - Richard Wagner - Götterdämmerung (Gunther) - Lohengrin (Der Heerrufer des Königs) - Die Meistersinger von Nürnberg (Ein Nachtwächter) - Tristan und Isolde (Melot) - Carl Maria von Weber - Der Freischütz (Kilian) - Kurt Weill - Der Lindberghflug (Erste Stimme) |

## Filmografie (Auswahl)
- 1937: Condottieri
- 1946: Il barbiere di Siviglia
- 1947: Rigoletto (Rigoletto)
- 1948: Bajazzo (I pagliacci)
- 1949: Echo der Liebe (The Glass Mountain)
- 1952: Feuervogel (Eldfäglen)
- 1954: Verdi, ein Leben in Melodien (Giuseppe Verdi)
- 1955: Der Barbier von Sevilla (Figaro, il barbiere di Siviglia)